# Trichesthes porodera
Trichesthes porodera är en skalbaggsart som beskrevs av Bates 1888. Trichesthes porodera ingår i släktet Trichesthes och familjen Melolonthidae. Inga underarter finns listade i Catalogue of Life.